# Moore (Oklahoma)
Moore és la vuitena ciutat més poblada d'Oklahoma, als Estats Units d'Amèrica. Segons el cens del 2000 tenia 54.165 habitants.

## Demografia
Segons el cens del 2000, Moore tenia 41.138 habitants, 14.848 habitatges, i 11.566 famílies. La densitat de població era de 730,9 habitants per km².
Dels 14.848 habitatges en un 41,8% hi vivien nens de menys de 18 anys, en un 60,4% hi vivien parelles casades, en un 13,3% dones solteres, i en un 22,1% no eren unitats familiars. En el 18,2% dels habitatges hi vivien persones soles el 5,1% de les quals corresponia a persones de 65 anys o més que vivien soles. El nombre mitjà de persones vivint en cada habitatge era de 2,75 i el nombre mitjà de persones que vivien en cada família era de 3,13.
Per edats la població es repartia de la següent manera: un 29,4% tenia menys de 18 anys, un 9,3% entre 18 i 24, un 32,5% entre 25 i 44, un 21,5% de 45 a 60 i un 7,2% 65 anys o més.
L'edat mediana era de 32 anys. Per cada 100 dones de 18 o més anys hi havia 90,6 homes.
La renda mediana per habitatge era de 43.409 $ i la renda mediana per família de 47.773 $. Els homes tenien una renda mediana de 33.394 $ mentre que les dones 24.753 $. La renda per capita de la població era de 17.689 $. Entorn del 6,3% de les famílies i el 7,6% de la població estaven per davall del llindar de pobresa.

## Poblacions més properes
El següent diagrama mostra les poblacions més properes.